# Cæsareopapisme
Cæsareopapisme eller Cæsaropapisme er betegnelsen for den politik, der føres i et land, når herskeren (Cæsar) også er kirkens overhoved (pave, lat. papa) og derfor kan lave konkordat med sig selv.
Navnet stammer fra Romerske Kejserrige, hvor kejseren (hvis titler var Cæsar og princeps) også fungerede som den øverste leder af kirken, Pontifex Maximus. Traditionen blev videreført i Det Byzantinske Rige, hvor kejseren også var overhoved for den ortodokse kirke.
Andre eksempler på cæsareopapisme er Tyskland under Otto den Store, Rusland fra 1721-1917, hvor den russiske zar var overhoved for den russisk-ortodokse kirke og Tibet i dag med Dalai Lama som politisk og religiøst overhoved.
Man kan dog ikke sige, at et teokrati som nutidens Iran kan kaldes cæsareopapistisk, da præsterne, der styrer landet, på ingen måde kan kalde sig overhoveder for Islam.